# Gørløse
Gørløse er en lille stationsby i Nordsjælland med 1.216 indbyggere  (2024), beliggende midt mellem Hillerød og Frederikssund på primærrute 6 (Roskilde – Helsingør). Byen ligger i Hillerød Kommune og i Region Hovedstaden.
Som stednavn, nævnes Gørløse første gang i ca. år. 1200
som Gherluse, 1366 som Gærløsæ, af Gera 'den spydlignende', opr. navn på
Gørløse Å, og -løse 'græsgang, lysning'..
Der er landbrug, småskove, overdrev og mange åløb, der er sidegrene i det vældige Havelse Å system. I baggrunden står, som det faste holdepunkt, Strø Bjerge (Vildbjerg 42 m o.h.), der strækker sig helt fra Slangerup i syd til Arresø i nord. Nærmeste byer er Hillerød mod nordøst (ca. 10 km), Skævinge mod nordvest (ca. 4,8 km), Slangerup mod syd (ca. 6,7 km) og Frederiksværk mod nordvest (ca. 20 km).
Byen har en jernbanestation  med forbindelse til Hundested, Frederiksværk og Hillerød (Lokaltog), samt busforbindelse, linje 600S mellem Hillerød Station, Roskilde Station og Greve Strand /Hundige Strand.

## Historie
I forbindelse med en planlagt omfartsvej ved Egholm nordvest for Gørløse udgravede Folkemuseet  i 2001 og 2003 20 grave fra det 3. århundrede e.Kr. (yngre romersk jernalder – 160-375 e.Kr.). I en grav blev der fundet to unikke bronzefibler med høje nåleholdere udsmykket med ornamenterede sølvplader og flettede sølvtråde. I flere grave var der lerkar, som i et par tilfælde var dækket af små, vandrullede sten. Der blev påvist madofre i form af lam/kid, der var blevet hugget over og nedlagt i hver sin ende af graven. Skeletterne var velbevarede og alle fra voksne individer. Gravpladsen er den første jordfæstegravplads fra yngre romersk jernalder i Nordsjælland.
Gørløse går tilbage til middelalderen. Kirken stammer formodentlig fra 1200-tallet og rummer kalkmalerier, der dateres til omkring 1300.
Gørløse landsby bestod i 1682 af 23 gårde og 8 huse uden jord. Det samlede dyrkede areal udgjorde 727,7 tønder land skyldsat til 194,85 tønder hartkorn. Dyrkningsformen var trevangsbrug. Landsbyen voksede imidlertid, og i 1777 var den vokset til 21 gårde og 37 huse. Af disse gårde blev 13 udflyttet i forbindelse med udskiftningen i 1788-1789.
Omkring år 1900 beskrives byen således: "Gjørløse (gl. Form Gyærløsæ), ved Hillerød-Frederikssundsvejen, med Kirke, Skole og Mølle".
Den 31. maj 1897 åbnedes Hillerød-Frederiksværk Jernbane med 3 tog dagligt i hver retning. Jernbanen gik imidlertid uden om Gørløse og fik derfor i første omgang ingen betydning for byens udvikling. Gørløse Station blev først åbnet i 1950 efter en ændret linjeføring for jernbanen. I 1955 havde Gørløse 417 indbyggere, i 1960 410 indbyggere og i 1965 494 indbyggere. Opgjort efter næringsveje var fordelingen i 1965 følgende: 13 levede af landbrug, 231 af fremstillingsvirksomhed, 75 af bygge- og anlægsvirksomhed, 36 afhandel, 21 af transport, 42 af administration og liberale erhverv, 15 af andre erhverv, 9 havde ikke oplyst erhverv og 52 var ude af erhverv.

## Gørløse Kirke og Sogn
Gørløse kirke er fra ca. 1250. Gørløse Kirke er opført af kampesten og teglsten og består af senromansk kor og skib, gotisk våbenhus. Tårnet er fra begyndelsen af 1500-tallet og våbenhuset fra ca. 1615. Kirken er rigt dekoreret med kalkmalerier. I de romanske vinduesnicher ses kalkmalerier fra ca. 1300 og hvælvingerne er dækket af rankeværk med mange detaljer fra ca. 1575. Kalkmalerierne på skibets sydlige væg blev afdækket i 1898. Altertavlen er fra 1654 og er skåret af slotssnedker Claus Gabriel fra Frederiksborg Slot. På alteret står to store messingstager, som er skænket til kirken af Københavns Borgmester, Hans Nansen, i 1696. Hans Nansen var med til udforme vilkårene for kongens enevælde i 1660, og var således en meget indflydelsesrig mand i sin tid. Gørløse Sogn er et sogn i Hillerød Provsti (Helsingør Stift) med 1.427 indbyggere og heraf 1.134 medlemmer af Folkekirken . Gørløse Sogn og Strø Sogn har hørt sammen siden 1933, hvor Gørløse sogn blev flyttet fra Skævinge til Strø. Gørløse Sogn og Strø Sogn omfatter byerne/landsbyerne Gørløse, Sigerslevøster, Strø, Strølille. Gørløse kirke er åben for besøgende i dagtimerne alle dage, undtaget når kirken er i brug ved kirkelige handlinger.

## Rytterskolen
Gørløse har en velholdt rytterskole, som er bygget i 1721-27. 241 såkaldte rytterskoler eller "De kongelige Skoler" blev grundlagt af Frederik 4. i 1721 og bygget indenfor de efterfølgende 5-6 år i kongerigets 12 rytterdistrikter. Skolerne fungerede som almueskoler for rytterdistrikternes børn. Skolerne blev for det meste opført i umiddelbar nærhed af den lokale kirke, da det normalt var præsten, der førte tilsyn med undervisningen. Skolerne fik deres navn, fordi de blev bygget i rytterdistrikter. Rytterdistrikterne var områder, hvor bønderne var forpligtede til at sørge for kost og logi til det kongelige rytteri. På alle rytterskolerne blev der, ofte over indgangen, opsat en rytterskoletavle  af sandsten med samme indskrift på dem alle. Øverst er Frederik 4.s spejlmonogram og en latinsk tekst og nederst et vers på dansk. I Hillerød Kommune blev der oprettet rytterskoler i Gørløse, Sigerslevøster, Skævinge og Meløse. Gørløse Rytterskole fungerede som skole indtil 1924. Rytterskolen bruges i dag som privatbolig.

## Gørløse Skole og HFO
Gørløse Skole har ca. 150 børn fra 0. klasse (børnehaveklasse) til og med 6. klasse. Udskoling (7. – 9. klasse) på Brødeskov Skole. Skolen er oprindeligt en rytterskole som flyttede til nuværende adresse den 20. marts 1924. Der er blevet foretaget mange tilbygninger og forandringer gennem årene, senest i 2000, hvor de ældre bygninger blev renoveret og nyt blev bygget til, så skolen nu fremstår som en mere moderne skole. Skolen har et IKT-center, som også danner rammen om mange fælles aktiviteter. Fælles med HFO’en (Hillerød Fritidsordning) har skolen udendørsarealer til alle aldersklasser.. Gørløse Skole er en del af skoledistriktet Hanebjerg Skole, der består af 3 skoleafdelinger fordelt på adresserne i Brødeskov, Gørløse og Uvelse.

## Kommunale forhold
Indtil Strukturreformen (Kommunalreformen) i 2007 lå Gørløse i Skævinge Kommune, og indtil kommunalreformen i 1970 lå Gørløse i Skævinge-Gørløse Kommune i Frederiksborg Amt. Gørløse sogn ligger i Lynge-Frederiksborg Herred i Frederiksborg Amt.

## Lokalrådet
Lokalrådet for Gørløse & Omegn, er partipolitisk neutralt og ikke religiøst. Foreningens formål er at understøtte og formidle et aktivt fællesskab mellem områdets beboere, foreninger og Hillerød Kommune. Endvidere er formålet at følge og medvirke til en rimelig og passende udbygning af områdets tekniske, sociale, kulturelle og servicemæssige faciliteter, samt at varetage borgernes fælles interesser i forhold til bl.a. offentlige myndigheder og institutioner, og at medvirke til sammenhold og kontakt mellem områdets borgere og foreninger. Følg Lokalrådets arbejde og aktiviteter på www.ditlokalraad.dk

## Sport og fritid
Gørløse har en idrætsforening, Gørløse Skytte- & Idrætsforening (GSI), der kan tilbyde aktiviteter inden for bl.a.: Fodbold, badminton, gymnastik, petanque, skydning, tennis, gå stavgang og senior motion. Gørløse fodbold har i 2008 indgået samarbejde med superligaklubben FC Nordsjælland, samarbejdet går på udvikling af ungdomsspillere og trænere. Dette giver en masse fordele for Gørløse Skytte & Idrætsforening både for spillere, trænere og klubben. Af andre fritidsaktiviteter har Gørløse De Gule Spejder, Kong Valdemars Trop med en række aktiviteter byens unge i alderen fra 7 år (Ulve) til Rover på 24 år og opefter.

## Erhvervsliv
Gørløses erhvervsområde består fortrinsvis af let industri i den østlige del af byen. Gørløses største virksomhed er Elos Medtech Pinol A/S  med over 150 medarbejder. Virksomheden udvikler og producerer finmekaniske løsninger, primært til medical device industrien. Af andre virksomheder i Gørløse kan nævnes Gørløse Autoimport, Milton Fysioterapi, Netto og Øllingegaard, et økologisk gårdmejeri.

## Gørløse Omfartsvej
Gørløse Omfartsvej (Roskildevej) har været planlagt siden sidst i 1970’erne, hvor omfartsvejen var med i landsprioriteringerne første gang. I 1982 var der gennem Gørløse en årsdøgnstrafik på ca. 5.000 køretøjer. I 2007 kørte der ca. 12.400 køretøjer igennem Gørløse. Folketinget vedtog i 2006 at anlægge omfartsvejen øst om Gørløse. Vejen er en del af primærrute 6, som forbinder Helsingør, Hillerød, Frederikssund og Roskilde, der alle er udpeget som regionale centre. Anlægsarbejdet var planlagt til at skulle starte i 2002. Den 17. april 2008 blev finansloven for 2008 vedtaget i Folketinget, herunder også en udmøntning af trafikaftalen. Transportminister Lars Barfoed (K) og Hillerøds borgmester Kirsten Jensen (S) tog den 17. september 2009 det første spadestik til den nye omfartsvej. Gørløse Omfartsvej blev indviet med en folkefest den 20. august 2011. Det skete helt nøjagtigt, da Vejdirektoratets vejchef Per Jacobsen, daværende borgmester Kirsten Jensen, Skævinge tidligere borgmester Finn Hansen og tidligere skoleleder Birgitte Glejborg Jensen i en veteranbil "klippede" det røde bånd på broen over jernbanen. Den 22. august 2011 var det så selve åbningen af omfartsvejen der skal lede den daglige trafik uden om Gørløse..

## Gørløse skov skovrejsning
For at beskytte drikkevandsforsyningen til Hovedstadsområdet, er man øst for Gørløse i gang med at etablere ny skov i et 380 hektar stort område. Formålet er dels at sikre rent drikkevand og give plads til friluftsliv. Samtidig bidrager det til det nationale mål om at øge skovarealet i Danmark.
HOFOR (Hovedstadsområdets Forsyningsselskab) finansierer jordopkøb i området og Naturstyrelsen sikrer at der ikke bruges pesticider eller andre miljøfremmede stoffer.

## Befolkningsudvikling
Folketal pr. 1. januar, i henhold til Statistikbanken:
2006: 966,
2007:
1.066,
2008:
1.098,
2009:
1.122,
2010:
1.064,
2011:
1.058.

## Galleri
- De Gule Spejdere - Kong Valdemars Trop
- Firkløverens Børnehus på Maglekærvej i Gørløse
- Gørløse Idrætsplads på Strøvej i Gørløse
- Gørløse Forsamlingshus

- Gadeparti fra Gørløse fra ca. 1904
- Gørløse Mølle der blev nedrevet i ca 1948. Møllestenen blev reddet af Vognmand Andreas Andersen der byggede ejendommen Gammel Engvej 6A og valgte at bruge stenen som første trin på trappen til hoveddøren, hvor den er at finde i dag.
- Langevadgaard
- Gadeparti fra Gørløse

Billederne er venligst udlånt af Lokalhistorisk Forening for Skævinge og Omegn